# Заремба, Елена Арнольдовна
Еле́на Арно́льдовна Заре́мба (род. 10 июля 1959, Москва) — российская певица (меццо-сопрано, контральто).

## Биография
Родилась в Москве, закончила 10 школу в Новосибирске. Училась в Музыкальном училище имени Гнесиных на эстрадно-джазовом отделении, в Российской академии музыки имени Гнесиных на вокальном отделении. Во время обучения столкнулась с серьёзными вокальными трудностями. Чтобы их решить, в 1979 году мать певицы Ирина Юрышева обратилась к бывшей сокурснице по институту им. Гнесиных Гертруде Михайловне Трояновой. В течение двух лет Елена Заремба, занимаясь с Трояновой, осваивала новую методику, а также сменила преподавателя по вокалу в институте. В итоге голос певицы выровнялся. В 2011 году, в интервью изданию OperaNews Елена Заремба назвала Троянову «единственный и главный педагог всей моей жизни».
В 1984 году на конкурсе в Большой театр Елена пела арию Вани из «Жизнь за царя» М.И. Глинки и была принята в стажёрскую группу театра. Будучи студенткой 5-го курса, стала солисткой Большого театра, где пела в 1984—1992 годах.
Первая роль — Марта в опере «Иоланта», затем последовали Лаура в опере А.А. Даргомыжского «Каменный гость», Ольга в опере «Евгений Онегин», Кончаковна в «Князе Игоре», хозяйка корчмы в «Борисе Годунове», Дуняша в «Царской невесте», Царица в «Ночи перед Рождеством», Гувернантка в «Пиковой даме», Клавдия в «Повести о настоящем человеке».
Партия Вани в «Жизнь за царя» М.И. Глинки стала судьбоносной в жизни Елены. Опера «Жизнь за царя» была представлена в 1989 году на гастролях Большого театра в миланском театре Ла Скала, и Елена Заремба была высоко оценена итальянской критикой. С этого момента певица получила международное признание.
С 1991 года выступает в крупнейших театрах мира (Королевский театр Ковент-Гарден, Ла-Скала, Метрополитен-опера, Гамбургская государственная опера, Опера Бастилии, Опера Бильбао, Баварская государственная опера, Венская государственная опера, Театро Реал в Мадриде, Театро Лисео в Барселоне, Театро Маэстранца в Севилье, Арена ди Верона, театро Фениче в Венеции, Королевская опера Брюсселя и другие). Поёт партии в операх Джузеппе Верди (Ульрика в «Бал-маскараде», Азучена в «Трубадуре»), Рихарда Вагнера (Эрда, Фрика и Вальтрауте в тетралогии «Кольцо нибелунгов»), Камиля Сен-Санса (Далила в «Самсон и Далила»), М. П. Мусоргского (Марфа в «Хованщине»), П. И. Чайковского (Полина в «Пиковой даме», Ольга в «Евгении Онегине»), Жоржа Бизе («Кармен»), Густава Малера (2-я, 3-я и 8-я симфонии, «Песни об умерших детях» и «Песнь о земле»), Гектора Берлиоза («Летние ночи»).
Заремба участвует в многочисленных аудио- и видеозаписях опер: «Ночь перед Рождеством» Н. А. Римского-Корсакова — партия Солохи (под управлением Михаила Юровского, 1990); «Князь Игорь» А. П. Бородина — партия Кончаковны (1990); «Жизнь за царя» М.И. Глинки — партия Вани (1992); «Леди Макбет Мценского уезда» Д.Д. Шостаковича — партия Сонетки (1993); «Золото Рейна» Р. Вагнера — партия Эрды (1993); «Бал-маскарад» Дж. Верди — партия Ульрики (1996); «Трубадур» Дж. Верди — партия Азучены с Андреа Бочелли; «Евгений Онегин» П.И. Чайковского — партия Ольги (под управлением Валерия Гергиева, Метрополитен-опера, 2007 и 2013 в партии Лариной). Также принимала участие в записях «Торжественной мессы» Л. ван Бетховена в Бонне, опер «Пиковая дама» П.И. Чайковского в Театро Реал в Мадриде (партия Полины), «Валькирия» Р. Вагнера в Вашингтоне с Пласидо Доминго (партия Фрики) и киномузыки Д.Д. Шостаковича.

## Аудиозаписи
- 1990 — Николай Римский-Корсаков, опера «Ночь перед Рождеством» (Солоха), дирижёр — Михаил Юровский
- 1995 — «Бал-маскарад» (Ульрика), дирижёр Карло Рицци.
- Сезон 1993—1994 — оратория «Иошуа» Мусоргского[3].
- 2005 — «Третья симфония» Густава Малера на фестивале во Вроцлаве.

## Видеозаписи
- 1992 — Михаил Глинка, опера «Жизнь за царя» (Ваня), дирижёр — Александр Лазарев, Большой театр
- 2007 — Петр Чайковский, опера «Евгений Онегин» (Ольга), дирижёр — Валерий Гергиев, Метрополитен-опера
- 2008 — Дж. Верди опера «Бал маскарад» (Ульрика) в театре Реал в Мадриде
- 2010 — Сергей Прокофьев, опера «Война и мир» (Элен), дирижёр — Гари Бертини, Парижская опера
- 2010 — Пётр Чайковский, «Пиковая дама» (Полина/Миловзор) — Михаэль Бодер, Gran Teatre del Liceu, Barcelona, 30 June &1 July 2010.
- 2013 — Пётр Чайковский, опера «Евгений Онегин» (госпожа Ларина), дирижёр — Валерий Гергиев, оркестр, хор и балет «Метрополитен-оперы»[4]
- 2017 — Пётр Чайковский, опера «Евгений Онегин» (госпожа Ларина), дирижёр — Робин Тиччати, оркестр и хор «Метрополитен-оперы»[5]